# فلم بروغبندا

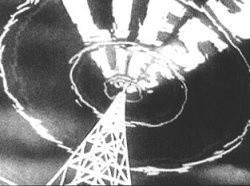
يصور كتاب " لماذا نقاتل" آلة الدعاية النازية.

فيلم الدعاية هو فيلم يتضمن بعض أشكال الدعاية. قد يتم حزم أفلام الدعاية بعدة طرق، ولكنها غالبًا ما تكون من إنتاجات وثائقية أو سينمائية خيالية، يتم إنتاجها لإقناع المشاهد بنقطة سياسية معينة أو التأثير على آراء أو سلوك المشاهد، غالبًا عن طريق توفير محتوى شخصي قد تكون مضللة عمدا.
الدعاية هي القدرة على «إنتاج ونشر رسائل خصبة، عندما تزرع، سوف تنبت في ثقافات بشرية كبيرة.»  ومع ذلك، في القرن العشرين، ظهرت دعاية «جديدة» تدور حول المنظمات السياسية وحاجتها إلى توصيل رسائل من شأنها «التأثير على مجموعات الأشخاص ذات الصلة من أجل استيعاب أجنداتهم». طور الفيلم لأول مرة من قبل الأخوين لوميير في عام 1896، وفر وسيلة فريدة للوصول إلى جماهير كبيرة في وقت واحد. كان الفيلم الوسيلة الجماهيرية العالمية الأولى من حيث أنه يمكن أن يؤثر في وقت واحد على المشاهدين كأفراد وأعضاء في حشد من الناس، مما أدى إلى أن يصبح بسرعة أداة للحكومات والمنظمات غير الحكومية لعرض رسالة أيديولوجية مطلوبة. كما ذكرت نانسي سنو في كتابها، حرب المعلومات: الدعاية الأمريكية، حرية التعبير والسيطرة على الرأي منذ 9-11، الدعاية «تبدأ حيث ينتهي التفكير النقدي».

## الفيلم كأداة للدعاية
الفيلم هو وسيلة فريدة من نوعها من حيث أنه يستنسخ الصور والحركة والصوت بطريقة واقعية حيث يدمج المعنى مع التطور مع مرور الوقت في القصة المصورة. على عكس العديد من الأشكال الفنية الأخرى، ينتج الفيلم شعوراً بالالتزام الفوري. إن قدرة الأفلام على خلق وهم الحياة والواقع، وفتح آفاق جديدة غير معروفة حول العالم، هي السبب وراء اعتبار الأفلام، وخاصة تلك التي تنتمي إلى ثقافات أو أماكن غير معروفة، بمثابة صور دقيقة للحياة.
لاحظ بعض الأكاديميين السينمائيون قدرات الفيلم الوهمية الكبيرة. زعم Dziga Vertov في بيانه الصادر عام 1924، «ولادة Kino-Eye» أن «عين السينما هي حقيقة سينمائية». لإعادة صياغة هيلمار هوفمان، هذا يعني أنه في الفيلم، فقط ما تراه الكاميرا موجود، والمشاهد، الذي يفتقر إلى وجهات نظر بديلة، يأخذ الصورة بشكل واقعي.
الأفلام هي أدوات دعاية فعالة لأنها تنشئ أيقونات بصرية للواقع التاريخي والوعي، وتحدد المواقف العامة من وقت تصويرها أو تلك التي تم فيها تصويرها، أو حشد الناس من أجل قضية مشتركة، أو لفت الانتباه إلى قضية غير معروفة. تمثل الأفلام السياسية والتاريخية وعياً تاريخياً وتؤثر عليها وتكون قادرة على تشويه الأحداث مما يجعلها وسيلة إقناع وربما غير جديرة بالثقة.